# Glen Coe

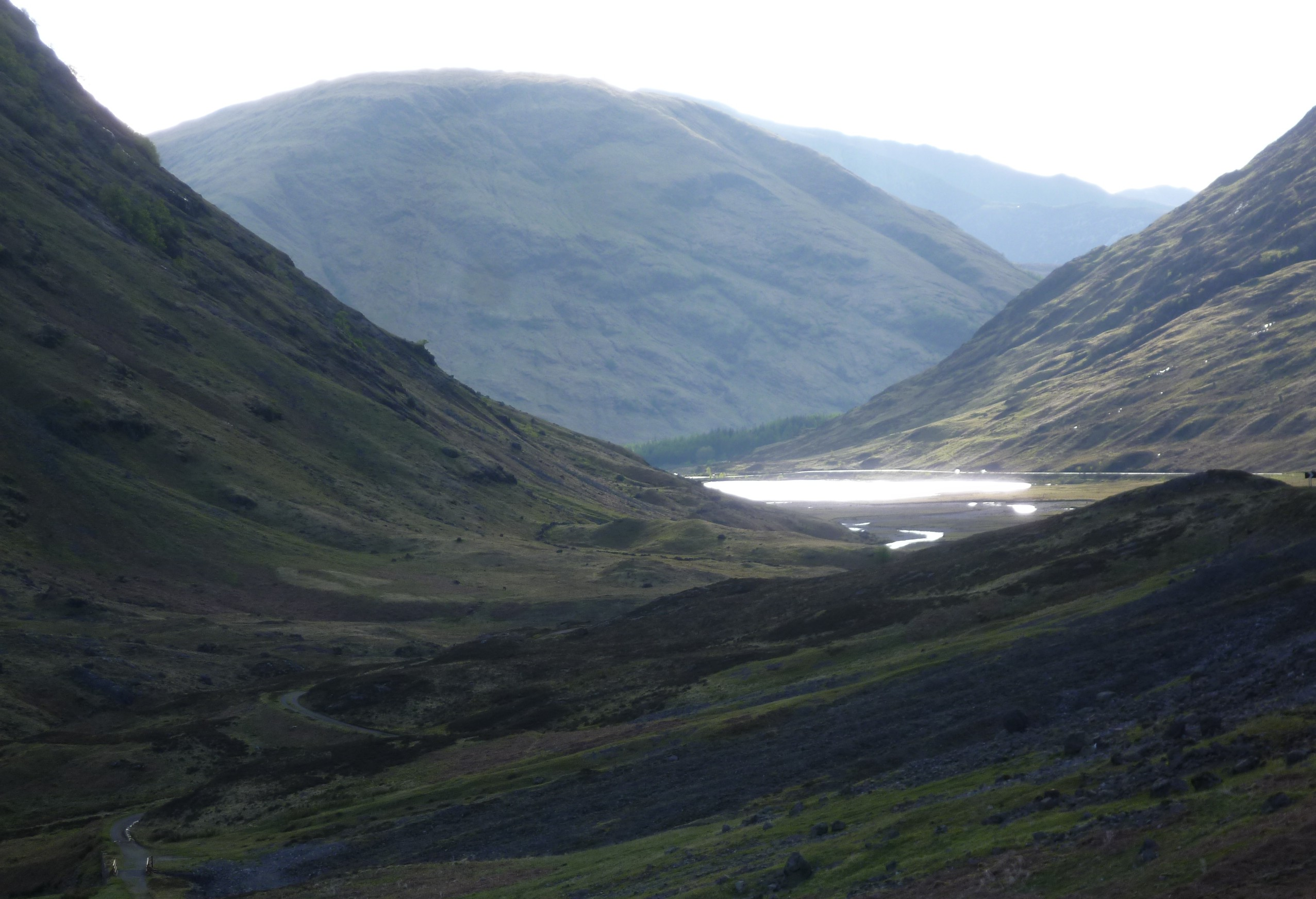
La vall de Glen Coe.

Glen Coe (en gaèlic escocès: Gleann Comhann) és una carrerada d'origen volcànic a les Terres Altes d'Escòcia. Es troba al sud de Lochaber, i anteriorment formava part del comtat d'Argyll. Sovint es considera que és un dels llocs més espectaculars i bells d'Escòcia i és part de l'Àrea Escènica Nacional del Ben Nevis i Glen Coe. L'estreta vall es mostra espectacular en apropar-se des de l'est per la carretera principal, l'A82. Està envoltat de muntanyes costerudes. Més a l'oest d'Invercoe, el paisatge mostra una bellesa menys abrupta al costat de l'entrada principal de la vall. El nucli de població més important és la població de Glencoe.
Es diu sovint que el nom Glen Coe significa "Vall del Plor", potser com a referència a la històrica Massacre de Glencoe esdevinguda l'any 1692. No obstant això, Gleann Comhann no es tradueix com Glen del Plor. De fet, el Glen porta el nom del riu Coe, que ho travessa i que portava aquest nom abans dels fets de 1692. Es creu que el propi nom del riu és més anterior a la llengua gaèlica i que el seu significat és desconegut. Una possibilitat és que fos el nom d'una tribu que habités la zona, encara que és una conjectura. També s'ha suggerit que provingui del nom d'un individu, Chomain o Comhan.

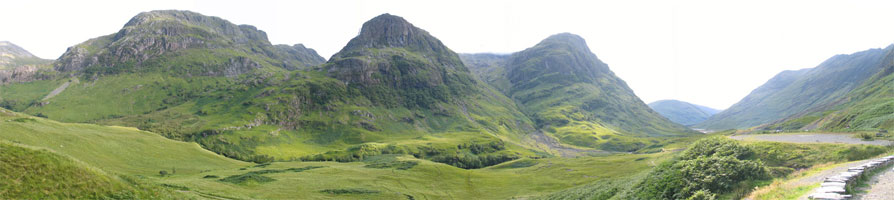
Panorama de Glen Coe

## Geografia

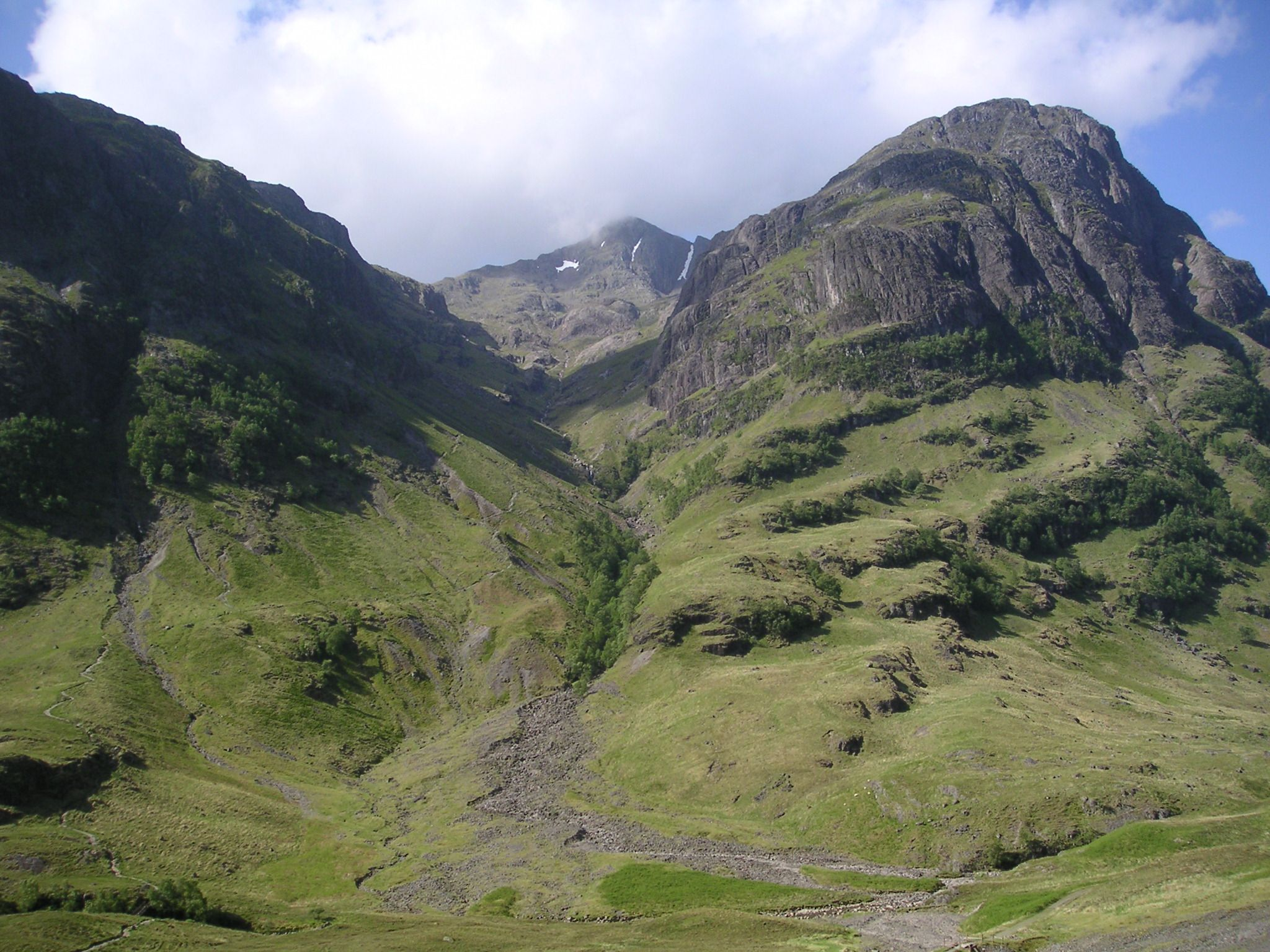
Coire nan Lochan, al costat sud de Glen Coe.

La vall té forma d'U, formada per una glacera, la seva longitud és de 16 km sent el jaç de la vall de menys de 700 m d'amplària, estrenyent-se notablement en el Pas de Glen Coe.
L'entrada al glen des de dalt es troba a Rannoch Moor, a l'oest, sota la muntanya de Meall a' Bhuiridh; El Glen Etive va cap al sud des de la rodalia. L'entrada a Glen Coe la marca el 'Buachaille Etive Mor, "el gran pastor d'Etive" en el punt d'unió amb Glen Etive. Glen Coe s'estén en direcció oest per uns 12 km (7.5 milles) abans de girar al nord-oest cap al Loch Leven.
En el costat sud del glen es troben diferents cims: el Buachaille Etive Mòr és seguit cap a l'oest per Buachaille Etive Beag, i després per les Three Sisters, que formen part del massís de Bidean nam Bian que marca l'extrem occidental de la vall. En contrast, al costat nord del llac hi ha una muntanya imponent que forma un mur, anomenada Aonach Eagach a la qual pel extrem oriental la travessa Devil's Staircase ("l'Escala del Diable"), una antiga ruta militar davant del Buachaille Etive Mor. L'extrem occidental acaba al Pap of Glencoe (Sgùrr na Cìche) sobre el qual es troba el poblat de Glencoe, en el punt en el qual s'obre cap al Loch Leven.
El propi riu Coe flueix a la base nord-oriental del Buachaille Etive Beag i va cap a l'oest al llarg de la vall, formant espectaculars cascades en el Pas de Glen Coe. Després travessa el petit Loch Achtriochtan abans de girar cap al nord-oest. Travessa també la població de Glencoe poc abans de desembocar al Loch Leven (un braç d'aigua salada del Loch Linnhe) a Invercoe. A la vall a l'oest de Buachaille Etive Beag, el riu Coupall transcorre al nord del glen, però gira a l'est envoltant Buachaille Etive Mor per unir-se al riu Etive en direcció sud.
Geològicament parlant, el Glen Coe són les restes d'un antic supervolcà que va entrar en erupció amb una magnitud de 8 segons l'índex d'explosivitat volcànica. Això va ocórrer fa uns 420 milions d'anys, durant el període Silurià, i el volcà s'ha extingit des de llavors.

## Propietat

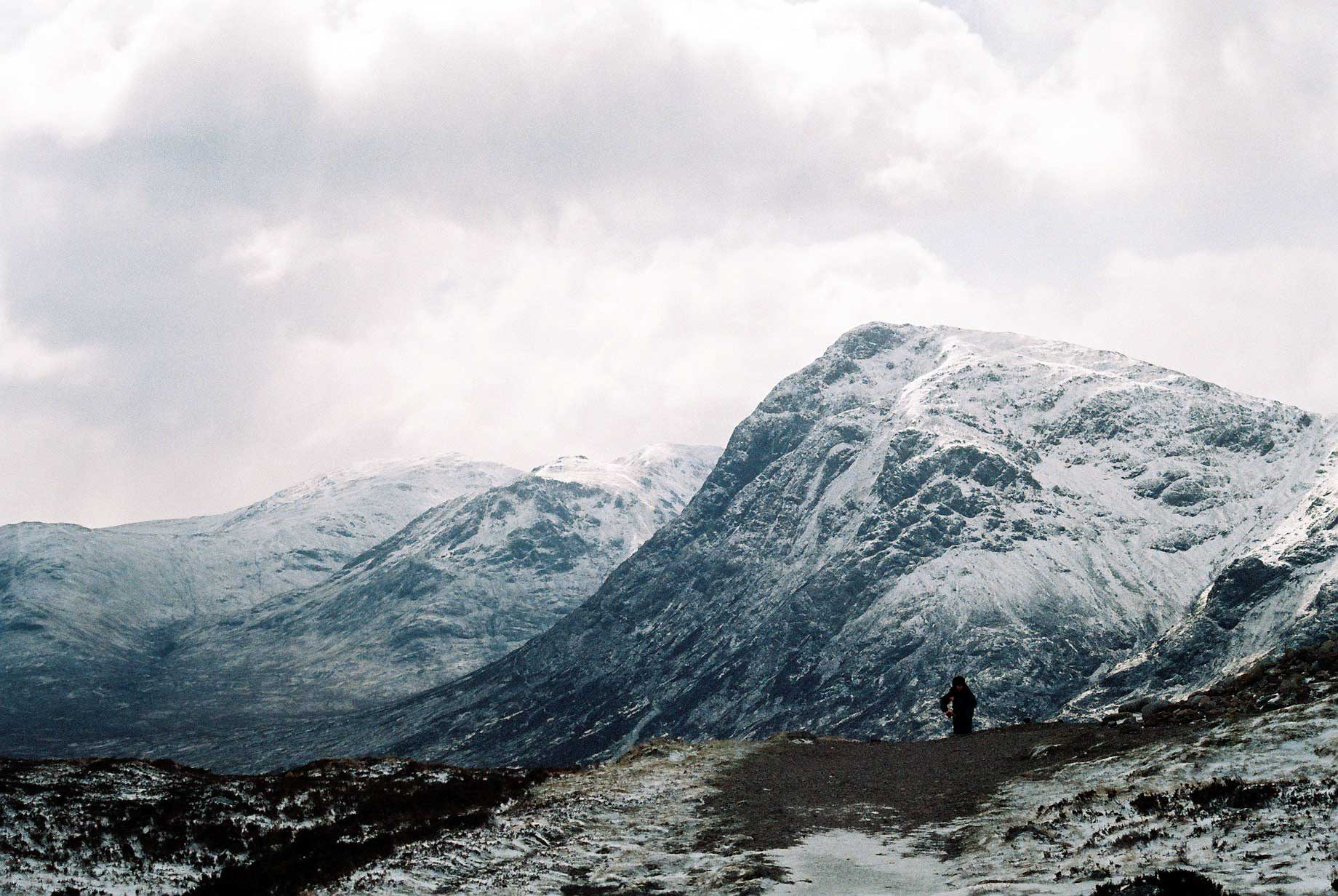
Vista des del cim d'Aonach Eagach, l'Escala del Diable cap al sud.

Glen Coe formava part de les terres del Clan Donald, encara que des del final de l'estructura de clans, van anar venent progressivament les seves finques.
La major part de la vall pertany al National Trust for Scotland, del qual, el centre d'interpretació ofereix informació sobre la riquesa natural i el significat històric del glen. El muntanyenc i filantrop Percy Unna va comprar les terres i les va lliurar a la institució amb la condició que mantingués el seu estat natural. La construcció del centre per a visitants, va originar certa controvèrsia, ja que va haver-hi qui va entendre que això contravenia les normes de Unna. El primer centre va ser clausurat i es va construir un de nou.
L'última zona de Glen Coe que va pertànyer als MacDonalds va ser l'àrea que es troba al voltant d'Invercoe. L'any 1894 Donald Alexander Smith, primer Baró de Strathcona i Mount Royal, va adquirir aquesta zona i va construir una mansió senyorial, Mount Royal. L'any 2002 Alistair MacDonald de Glencoe va adquirir els terrenys restants de Lord Strathcona als seus descendents i va establir la fundació Glencoe Heritage Trust, per assegurar el llegat de Glen Coe.

## Turisme, caminants i escaladors

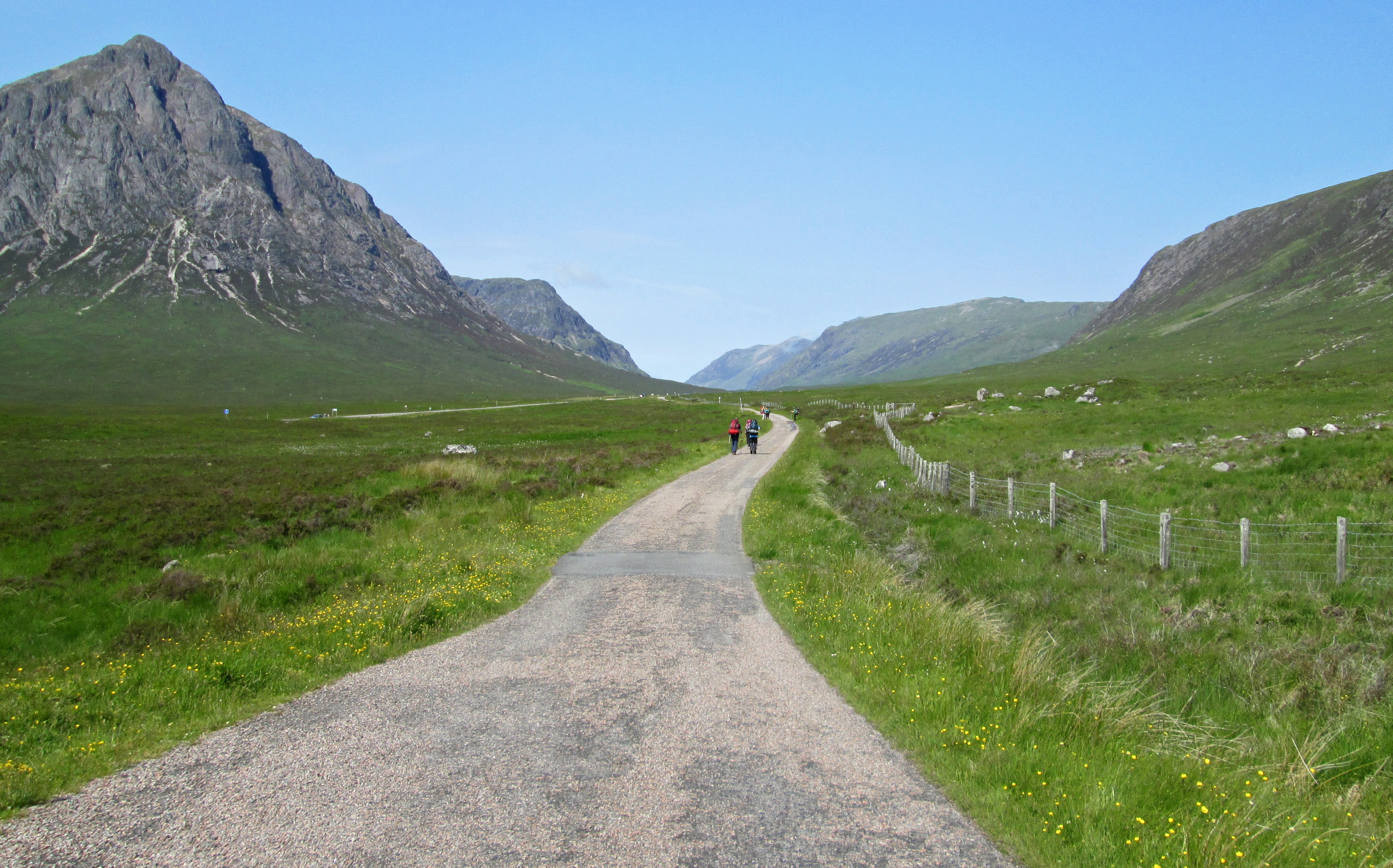
L'antiga carretera cap a l'oest a Glen Coe, ara part de la West Highland Way. A l'esquerra, Buachaille Etive i Buachaille Etive Beag, amb Aonach Eagach a la dreta.

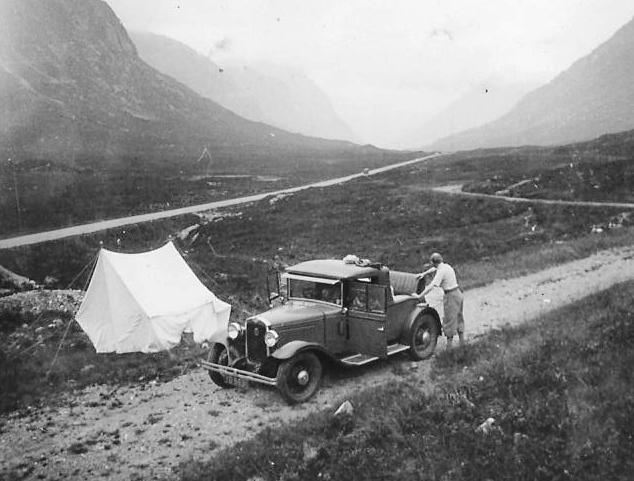
Acampada a l'antiga carretera de Glencoe (1931)

Glen Coe és una destinació turística molt popular: en part a causa de les seves qualitats escèniques i associacions històriques, en part perquè és a la carretera principal cap al nord (la A82), i també a causa del seu atractiu per als caminants i escaladors. És famós per la qualitat i varietat de les seves escalades a l'hivern, la majoria de les seves rutes són de fàcil d'accés des de la carretera principal.
Molts caminants arriben a Glen Coe per la West Highland Way seguint els antics camins militars a Rannoch Moor, que creua el riu Etive al Kings House Hotel. A partir d'aquí hi ha uns 2 km (1,2 milles) al capdavant de la canal, a continuació, uns 2 km a la vall i el camí puja per Devil's Staircase ('l'escala del diable'), una via costeruda plena de còdols(352m), que és part de la vella carretera militar i el cami llavors porta al nord pels turons de Kinlochleven.
Per als senderistes hi ha diverses bones rutes al Bidean nam Bian (1150 m) -massís que forma un complex turó en forma de Y - amb diversos cims menors, incloent Stob Coire Sgreamhach (1072 m) que també té estatus de Munro. Una via atractiva ascendeix des del Pas de Glen Coe a la carena. Tant Buachaille Etive Beag (958 m) com Buachaille Etive (1022 m) ofereixen també bones oportunitats per als senderistes.
Els escaladors es concentren a la Buachaille Etive (1.018 m), sovint anomenat simplement "The Beuckle", i en les diverses rutes de les Three Sisters (Bidean nam Bian). Per als caminants aventurers experimentats, la millor grimpada continental al Regne Unit és el Aonach Eagach. Aquesta grimpada perllongada compta amb dos dels més difícils turons d'Escòcia, Sgorr nam Fiannaidh (996 m) i Meall Dearg (951 m). La cresta Aonach Eagach acaba al Pap de Glencoe(741 m).
El centre d'esquí de Glencoe, està al turó de Meall a'Bhuiridh (1.108 m), que està al costat est del Glen Etive, fora de Glen Coe. Aquest centre és popular entre els habitants i és utilitzat per molts esquiadors de la zona de Glasgow com l'estació d'esquí més propera a menys de 80 milles (130 km) del centre de la ciutat. Forma part de la finca "Black Mount", que té la base al Loch Tulla, que és al sud-est.

## Galeria

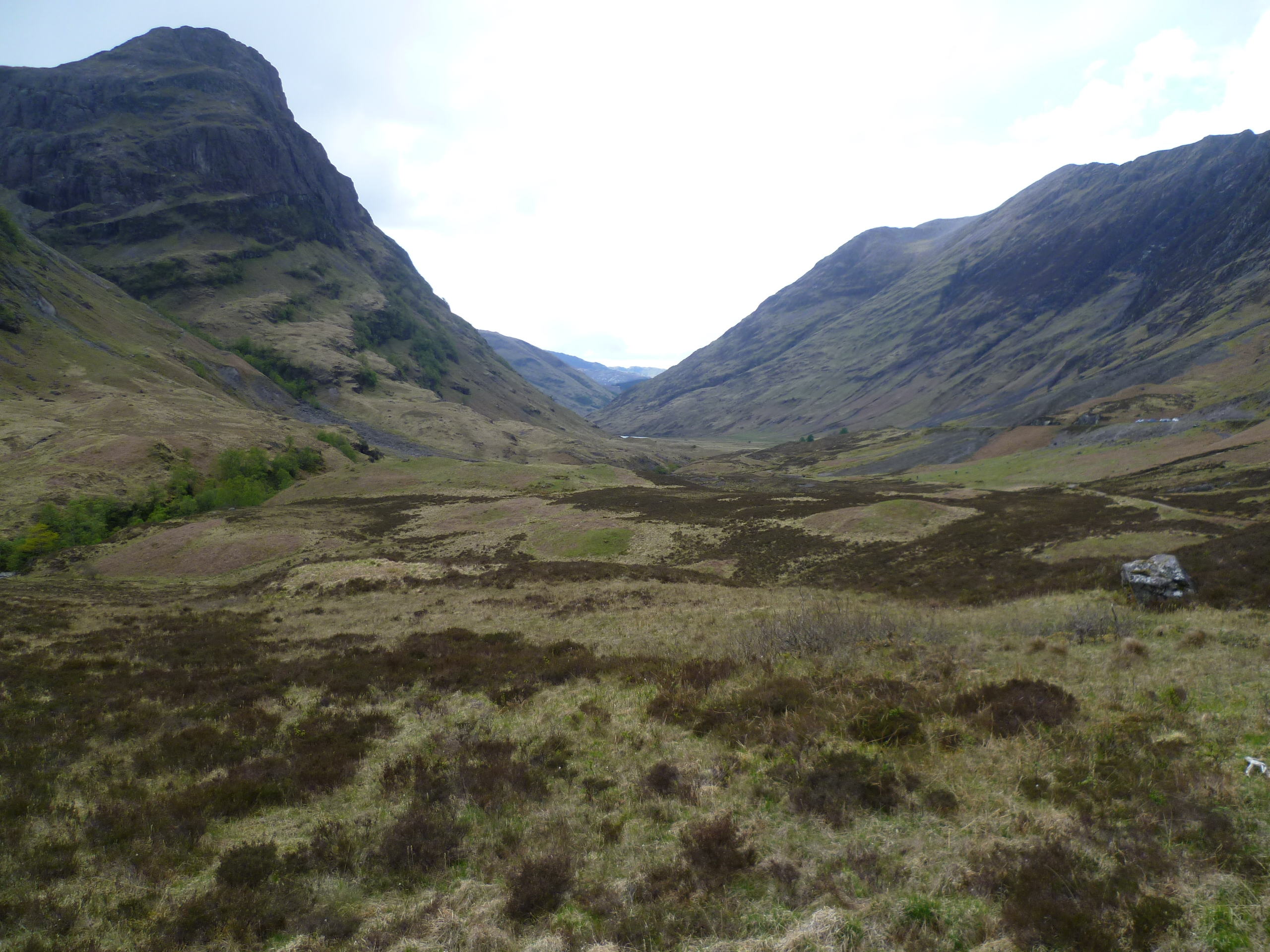
Pass de Glencoe
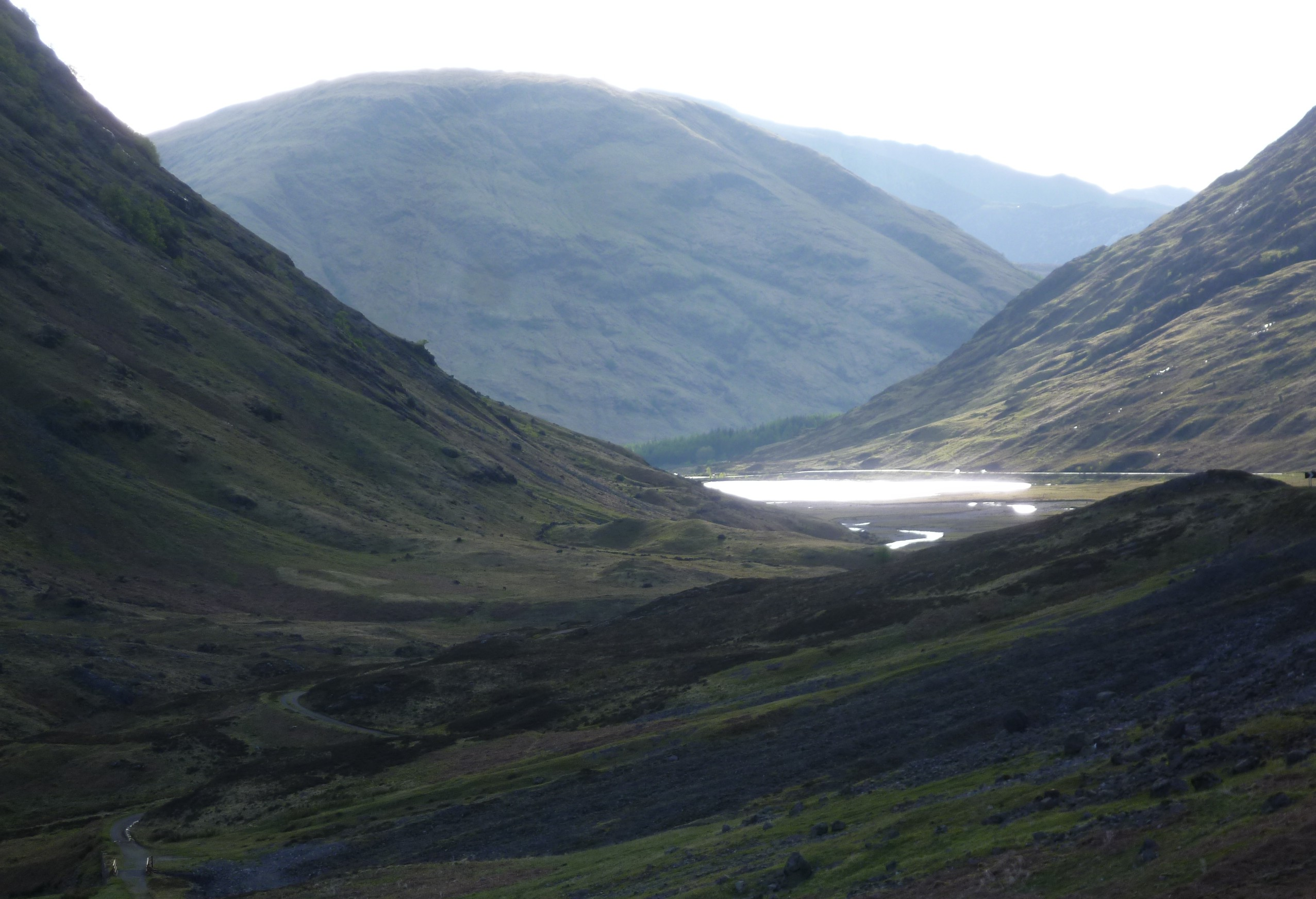
Pass of Glencoe des del Loch Achtriochtan
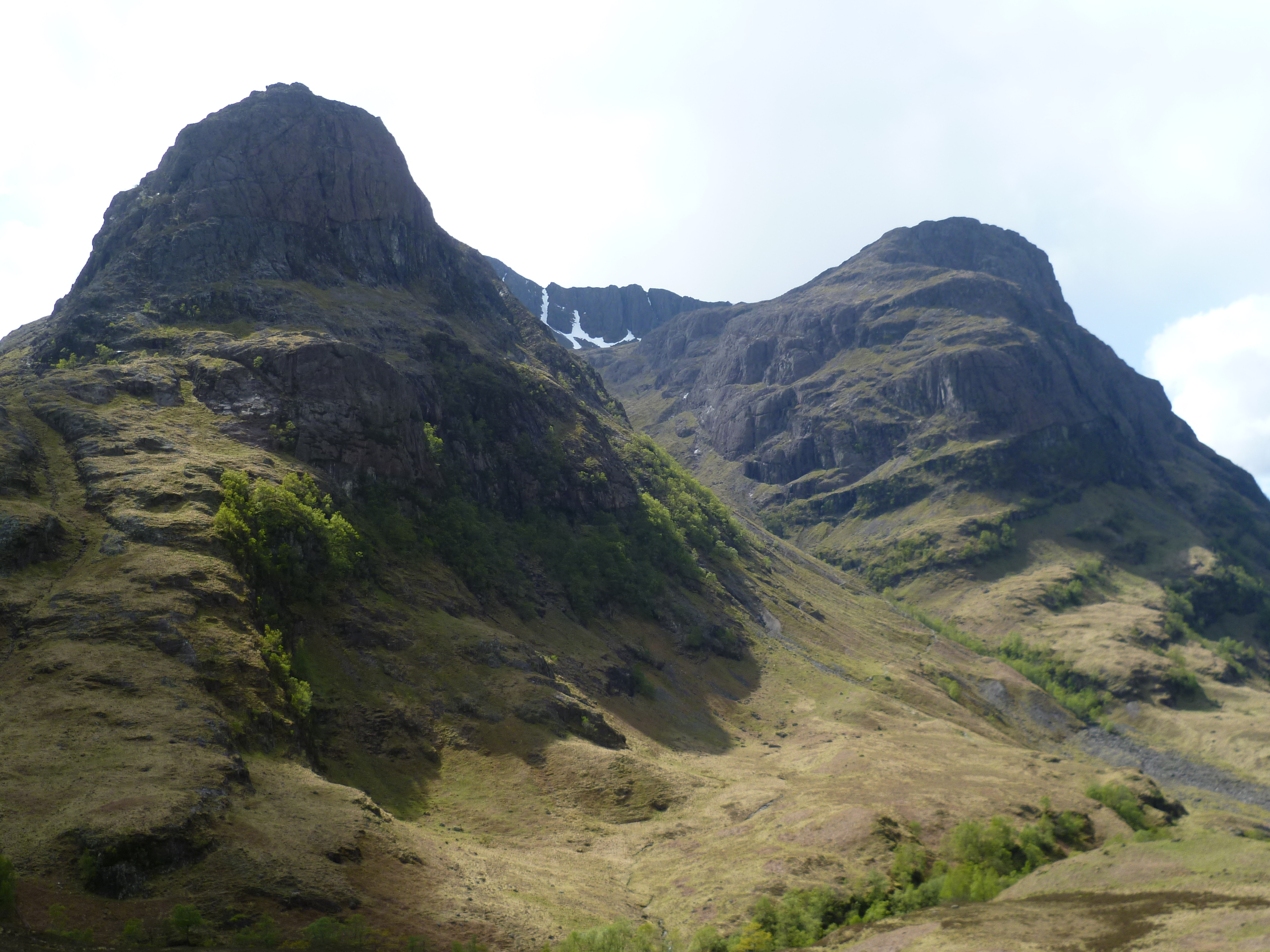
Gearr Aenoch i Aonach Dubh
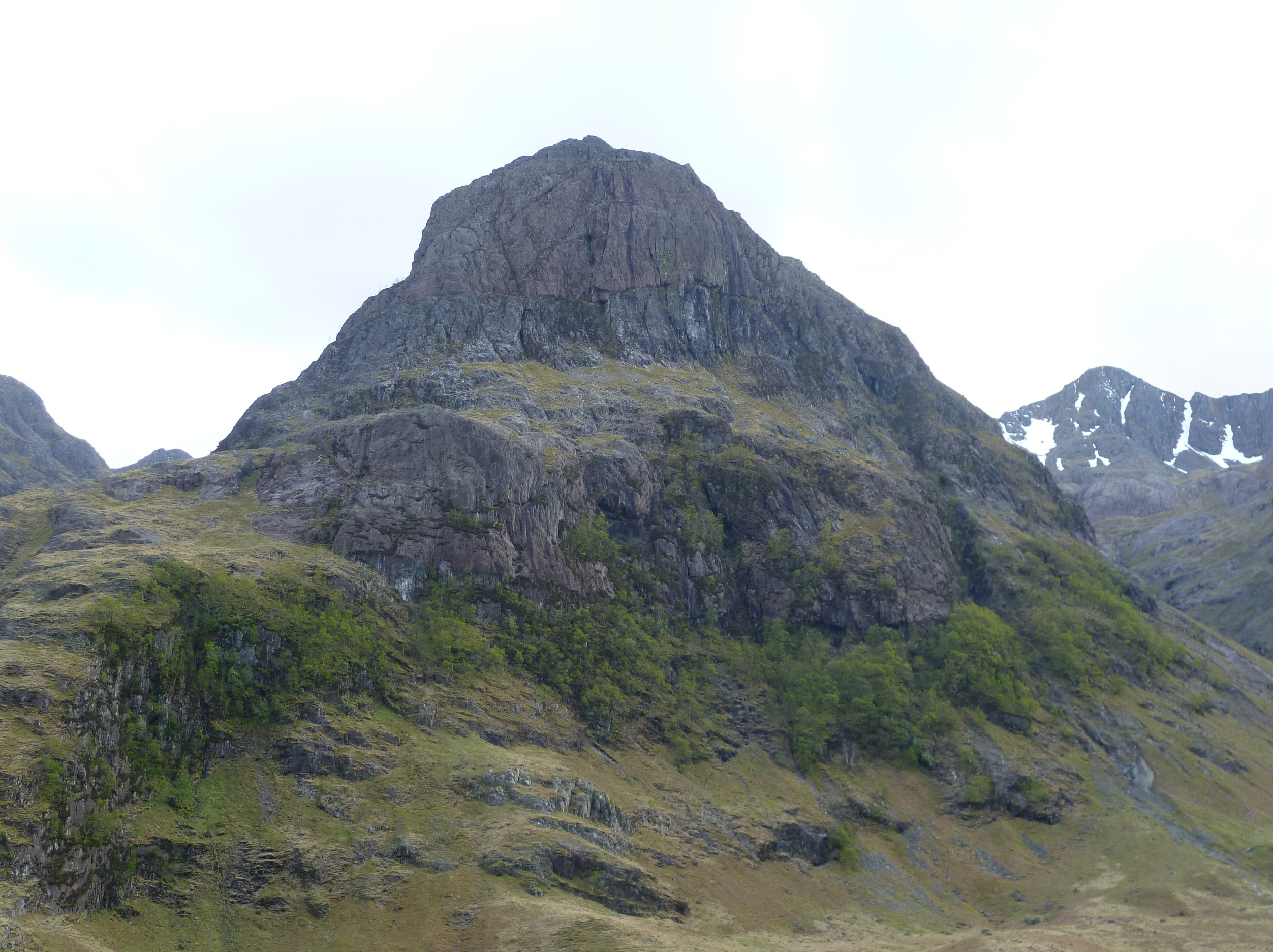
Gearr Aonach
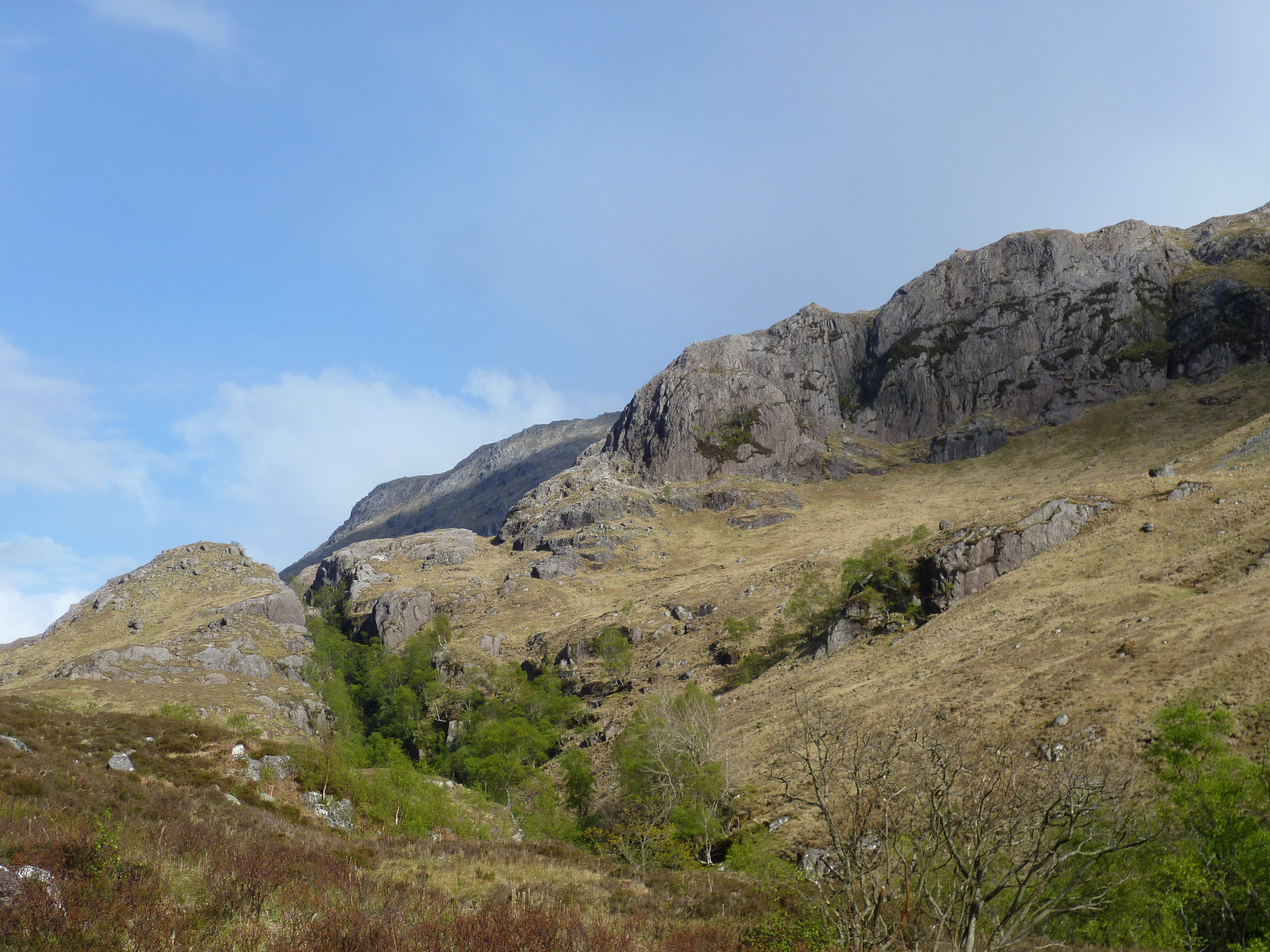
Beinn Fhada
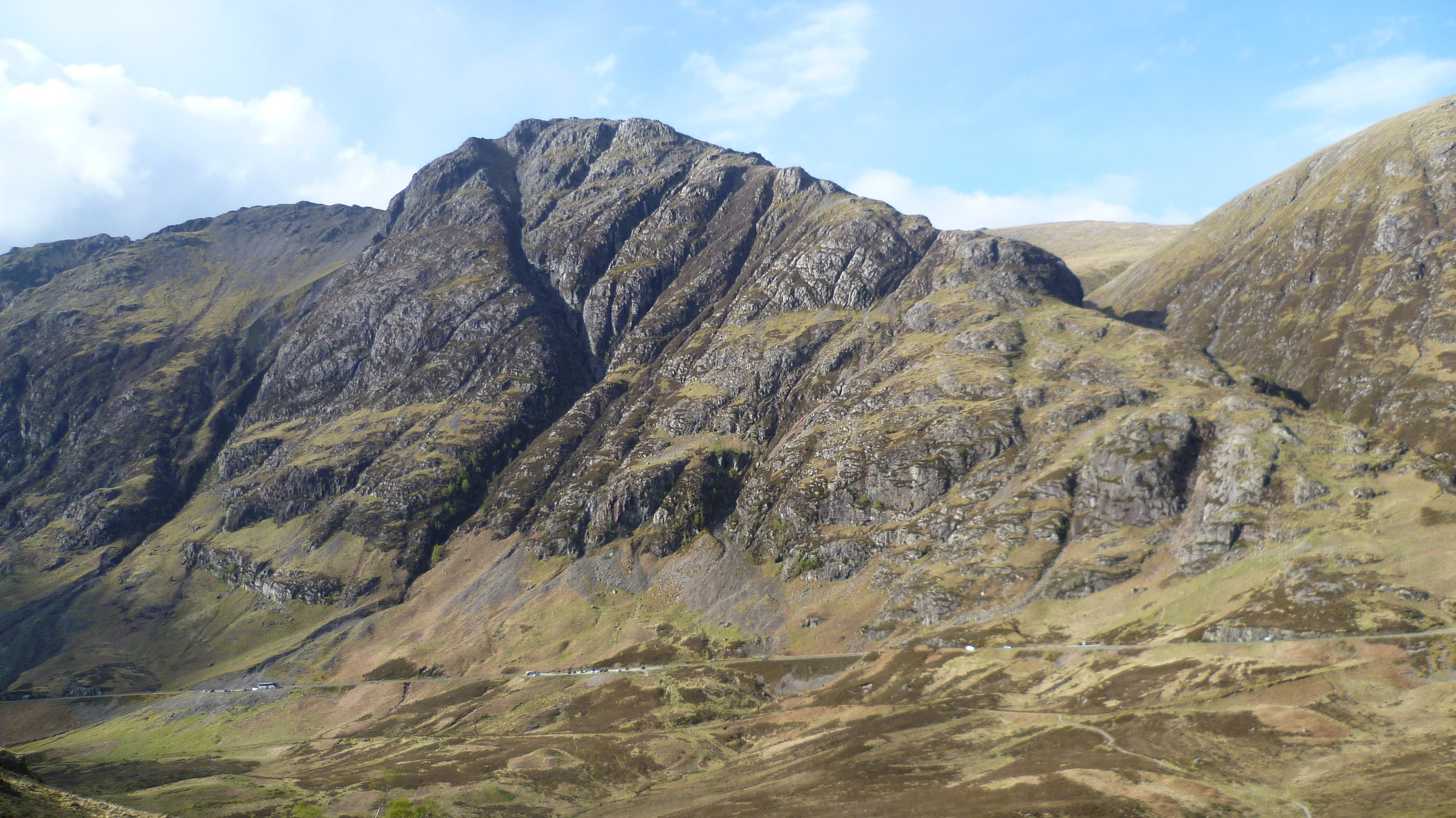
Am Bodach
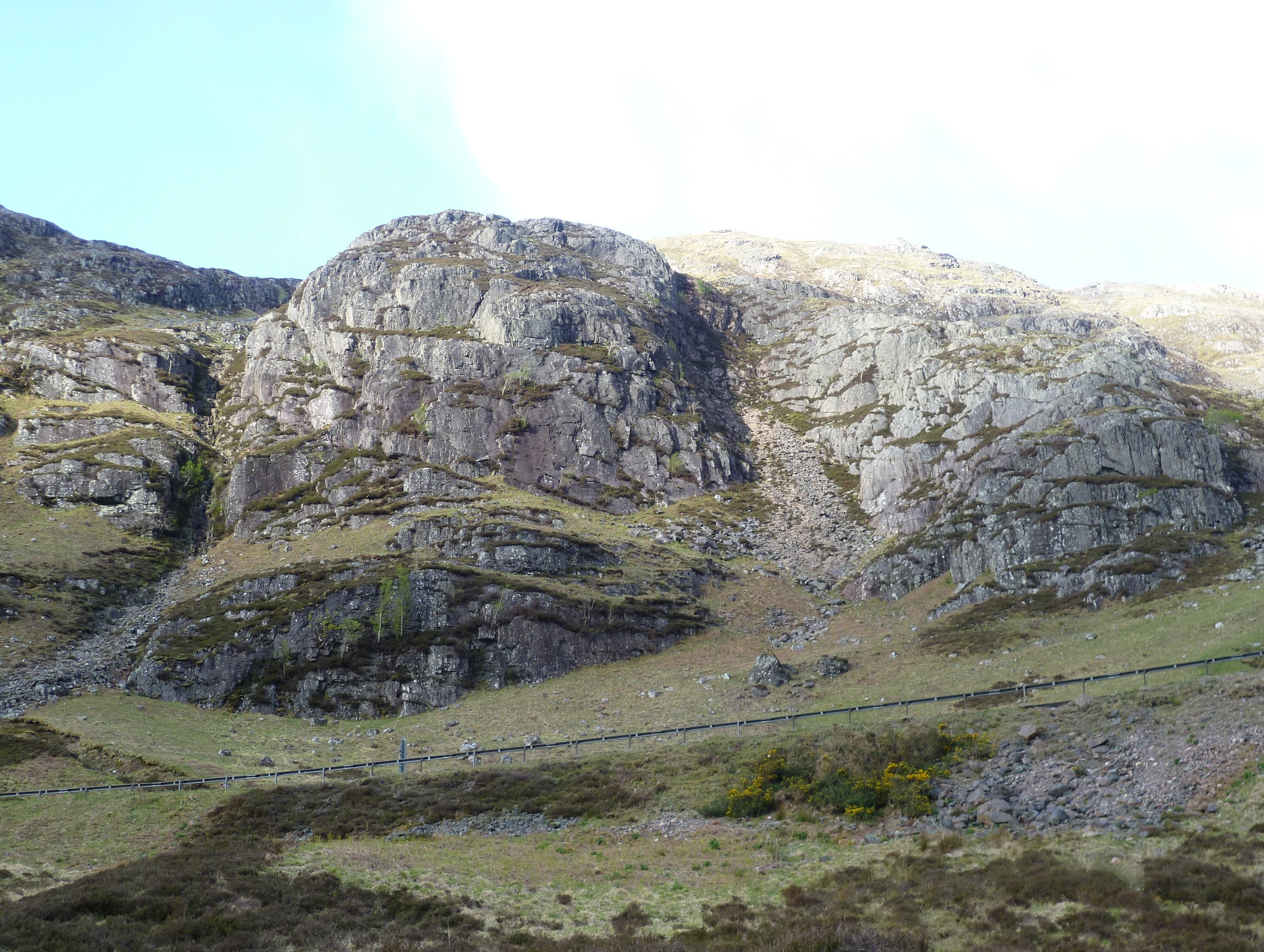
A'Chailleach
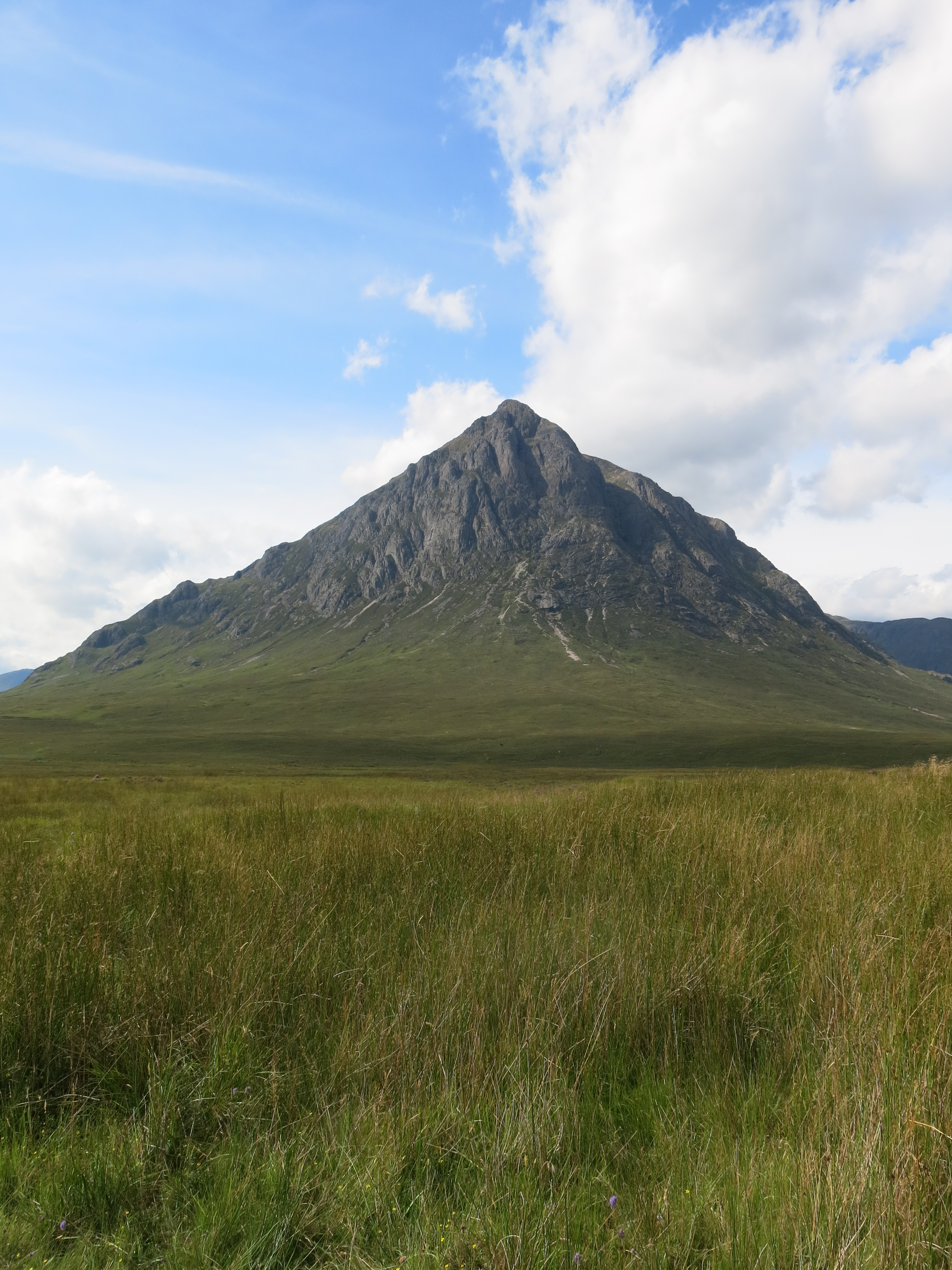
Buachaille Etive Mòr a la Vall de Glencoe